# ヴァローシャ

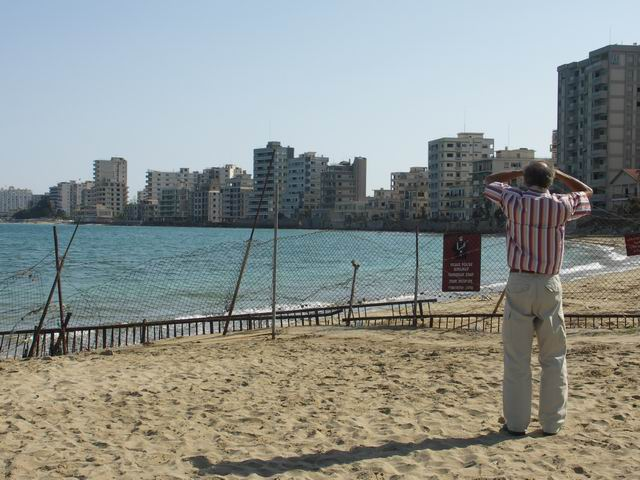
軍のフェンス外から望むヴァローシャ。

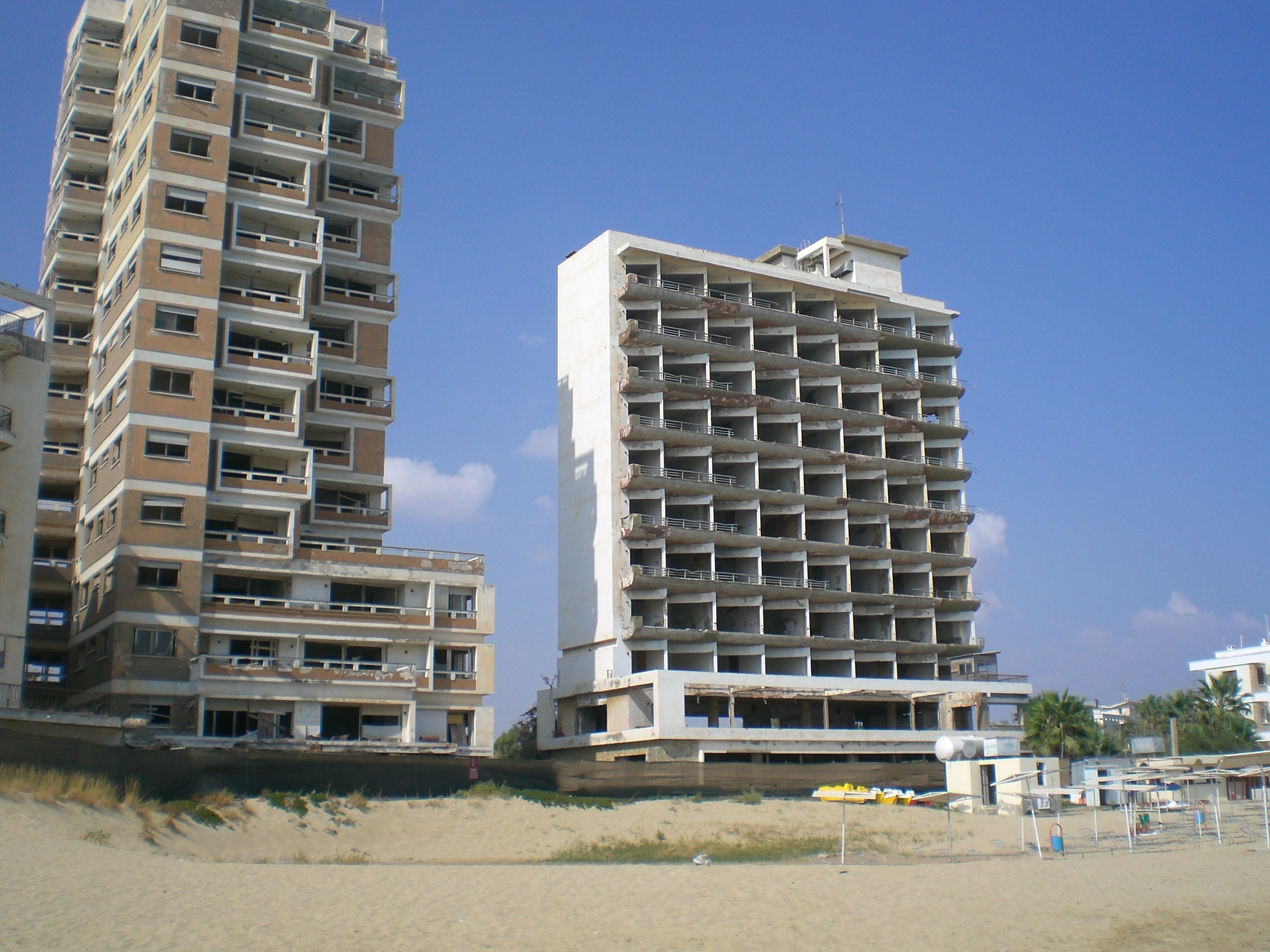
ヴァローシャの廃墟となったホテル。

ヴァローシャ　(ギリシア語: Βαρώσια　[ギリシア語発音: [vaˈɾoʃa]]、トルコ語: MaraşまたはKapalı Maraş)は、キプロスのファマグスタ南部に位置するゴーストタウン。1974年のトルコのキプロス侵攻以前はファマグスタの観光地であった。紛争が勃発すると住民は他地域へ逃れ、ヴァローシャはトルコ軍の占領下になった。それ以来、ヴァローシャはゴーストタウンのままである。一般に立ち入りは制限されており、2015年現在も人口は0人である。

## 地名の由来
「ヴァローシャ」という地名の起源はトルコ語で「郊外」を意味する「varoş」からである。この単語はバルカン半島の大部分がオスマン帝国の統治下であった時に、バルカン地方の言語から入ってきたものである。セルビア・クロアチア語で「varoš　(キリル文字＝Варош)」は「町」「下町」「自治町村」「郊外」等を意味し、ハンガリー語では「町」「自治町村」「地方自治体」を意味する。なお、「vár」は「砦」を意味し、それゆえ直訳では「砦のある場所」という意味になる。

## 歴史
1970年当時、ファマグスタはキプロス内の観光スポットのひとつであった。増加する観光客に対応すべく、次々と新規の高層ホテルが建設された。全盛期(1970～1974年)はキプロス国内だけでなく、世界でも最も人気の観光スポットの一つであり、ラクエル・ウェルチ、ブリジット・バルドー、リチャード・バートン、エリザベス・テイラーなどのセレブリティーに愛された。

## 見どころ
主な見どころとして、ジョン・F・ケネディ通り(以下＝JFK通り)が挙げられる。JFK通りはファマグスタ港付近からヴァローシャを通過し、グロッサ・ビーチへ繋がっている。JFK通りに沿うように、アステリアスホテル、キングジョージホテル、ギリシャンホテル、フロリダホテル、アルゴホテル(エリザベス・テイラーのお気に入りだった。)などが立ち並ぶ。アルゴホテルはJFK通りの終端にあり、正面にはプロタラス、フィグ・ツリー湾がある。
その他の主要な通路はレオニダス通り(ギリシア語: Λεωνίδας)であり、JFK通りに合流し、西にはウィーン・コーナーがある。レオニダス通りはヴァローシャにおけるショッピングと娯楽の中心で、レストラン、バー、ナイトクラブ、トヨタのディーラーなどがあった。

## 1974年以降
トルコのヴァローシャ侵攻以前の人口は39,000人。。続く1974年6月20日のトルコのキプロス侵攻の後、ギリシャ系キプロス軍はラルナカへ撤退した。この時、トルコ軍は現在では民族的境界線となっているグリーン・ラインまで勢力を伸ばした。ギリシャ系キプロス軍とトルコ軍がファマグスタの路上で戦闘になる数時間前に、すべての住民は虐殺を恐れて逃げ出した。難民は南下してパラリムニ、デリネイア、ラルナカなどへ逃げ込み、パラリムニはそれ以来ファマグスタ県の中心都市になった。
トルコ軍はヴァローシャ全域を掌握すると、周囲を金網で囲い、トルコ軍と国連関係者以外の立ち入りを禁止した。ヴァローシャの住民たちは事態が終息すればヴァローシャへ帰ろうとしていたが、かつてのリゾートはトルコ軍によって金網で囲まれていた。
1984年度の国際連合安全保障理事会決議550で、ヴァローシャは国連の管轄下に置かれることと、逃げ出した元の住民が再び定住することが要求された。トルコはこれを拒否し、思い通りの要求をキプロスに飲ませるための「交渉材料」としてヴァローシャを利用した。
この計画は「アンナン計画」と呼ばれ、大半のギリシャ系キプロス人らはこれを不公平だとして拒否した。この計画は元々の住民がヴァローシャに帰還することが内容に盛り込まれていたが、ギリシャ系キプロス人らは、これらの要求はとても容認できないとしてこの計画を拒否した。国際連合安全保障理事会決議550発表で「この計画は今回の騒乱の収束を元々の住民以外で試みるもので、許しがたく、ヴァローシャが国連の管轄下に入ることを強く要求する。」という声明が発表された。。1974年頃より、トルコ軍の役人と女生徒寮の利用者を除いて立ち入りが禁止されている。
欧州人権裁判所はトルコのヴァローシャ侵攻の結果として、ギリシャ系キプロス人に援助で100,000～800,000ユーロを提供した。。
住民が消え去ったため、地域の修復が実行されていない。全ての建造物が崩壊し続けている。金属が腐食され、窓ガラスは割れ、道路や壁には植物が根を貼るなど、街は自然に還りつつある。また、近辺の浜辺では海ガメの産卵場所になっている。

## ギャラリー

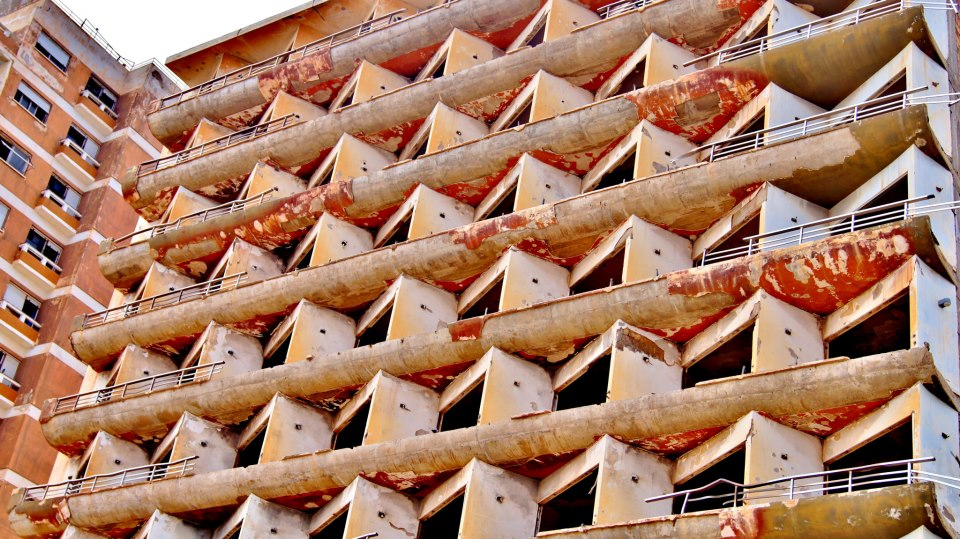
1974年から荒廃したままのホテル。
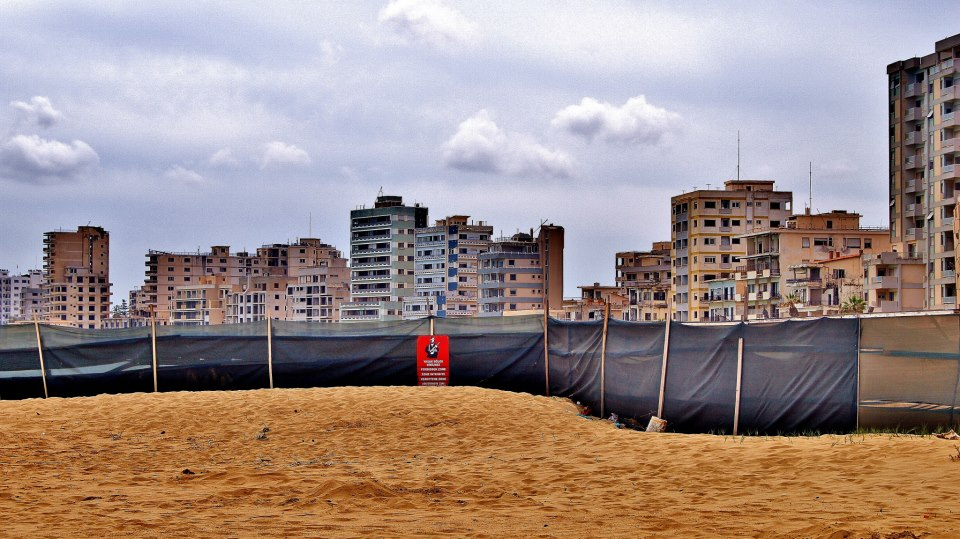
立ち入り禁止区域を示すフェンス。
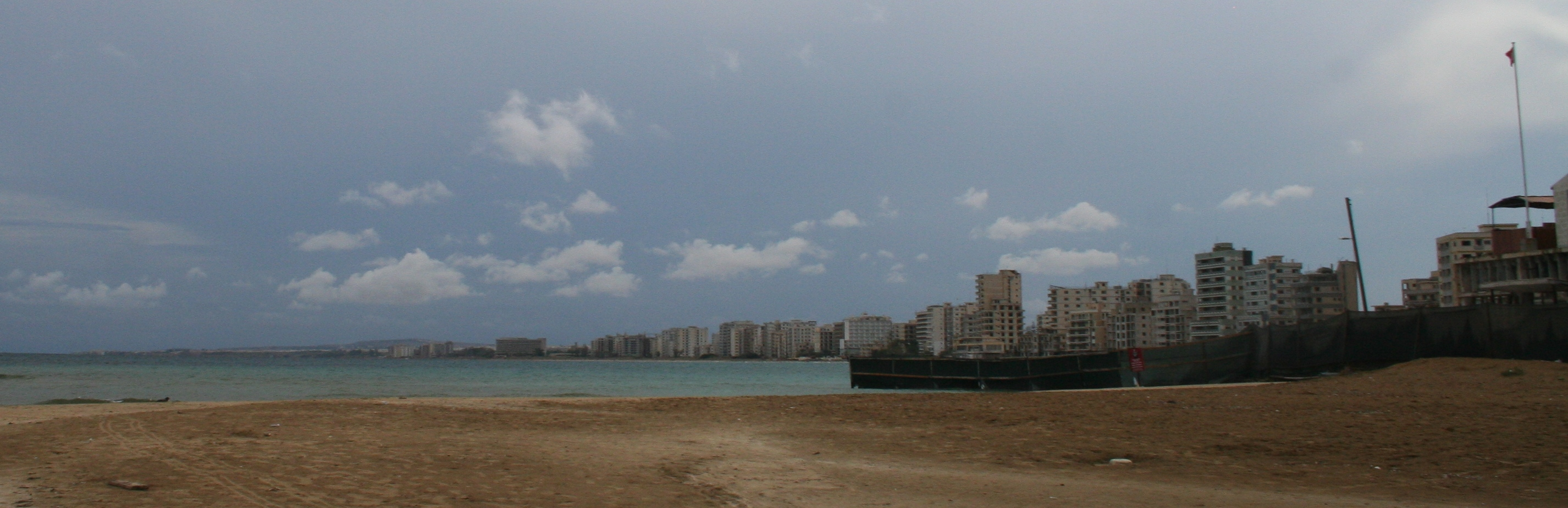
2009年の様子。
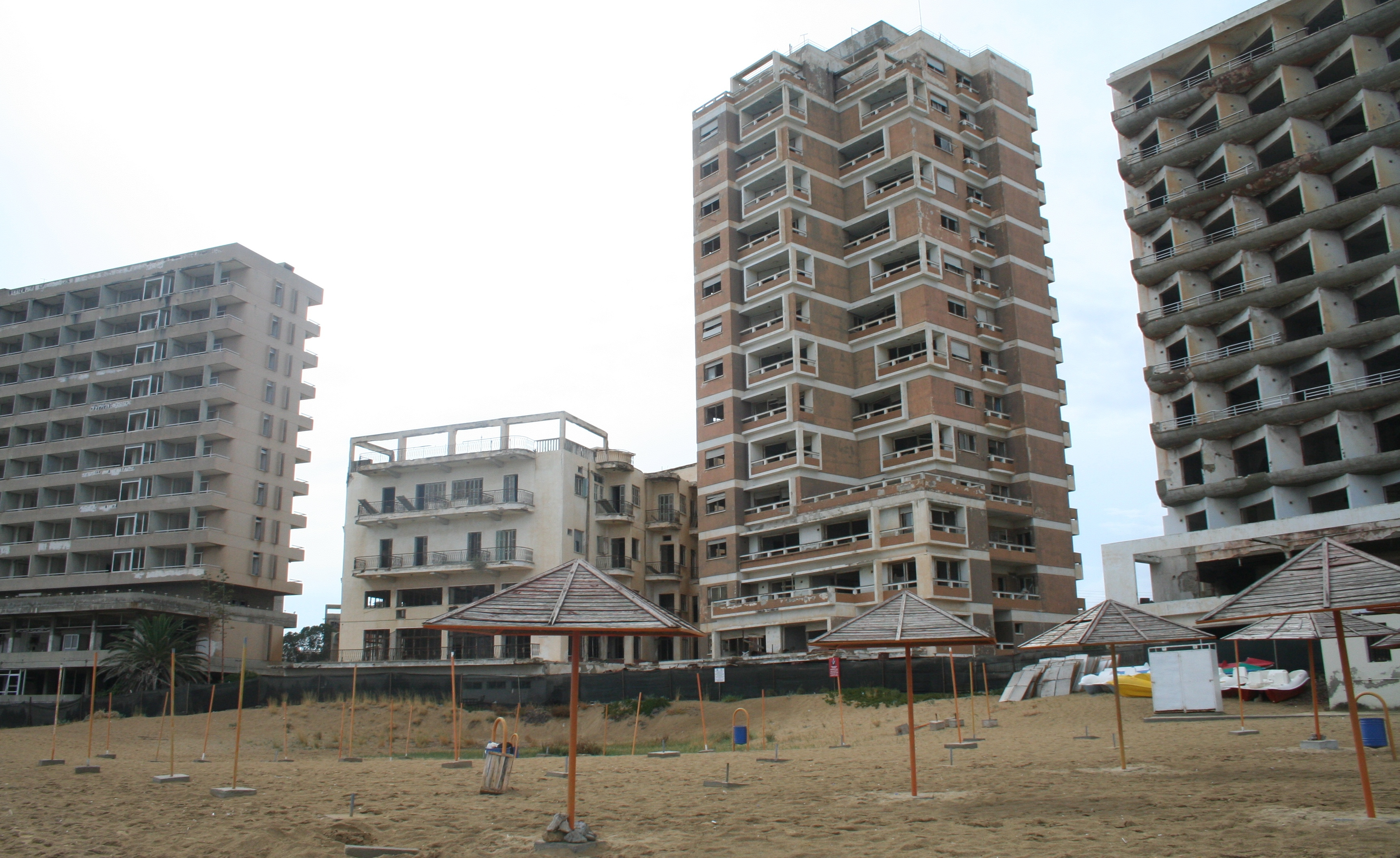
浜辺から眺めるヴァローシャの街並み。
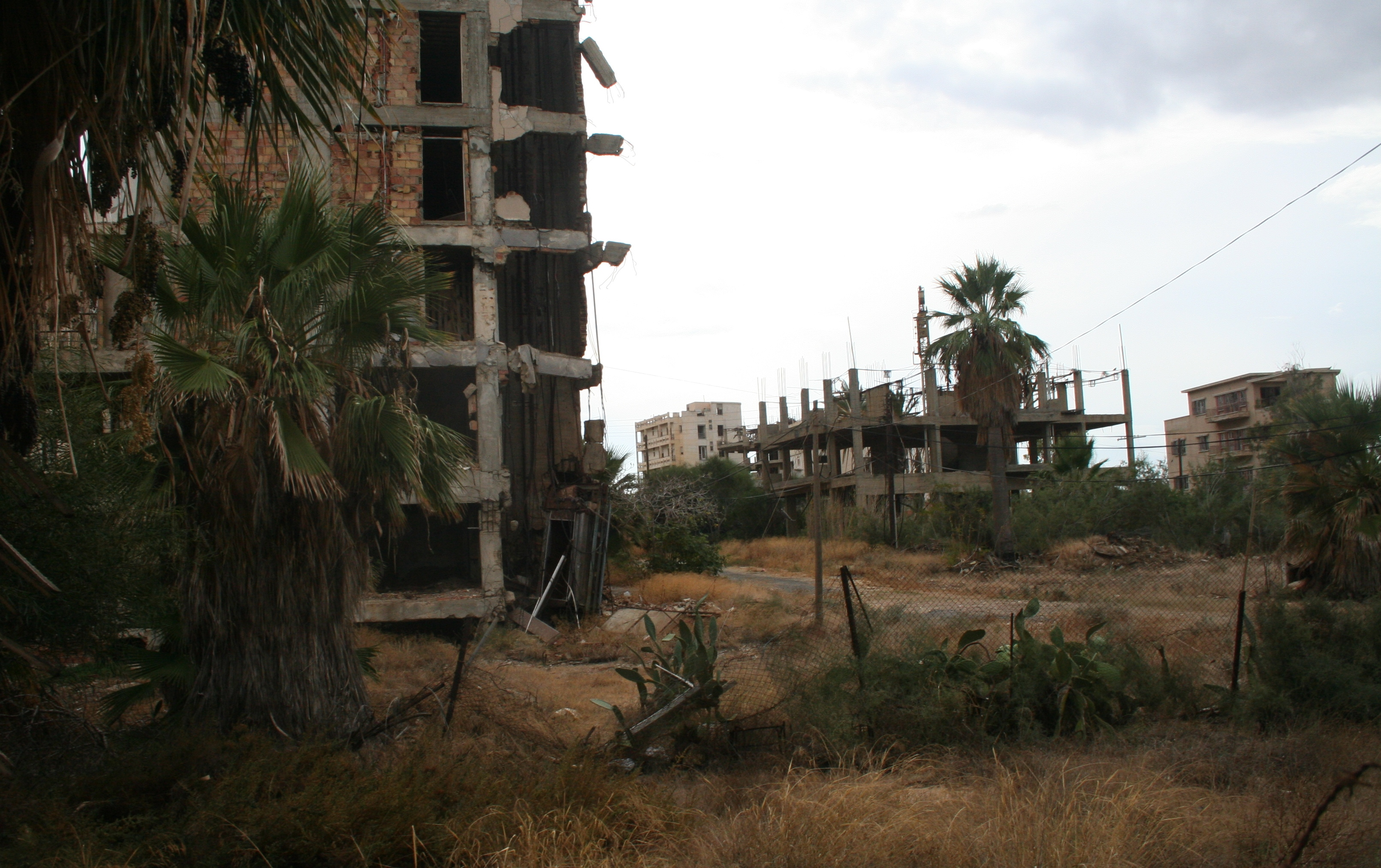
2009年の様子。
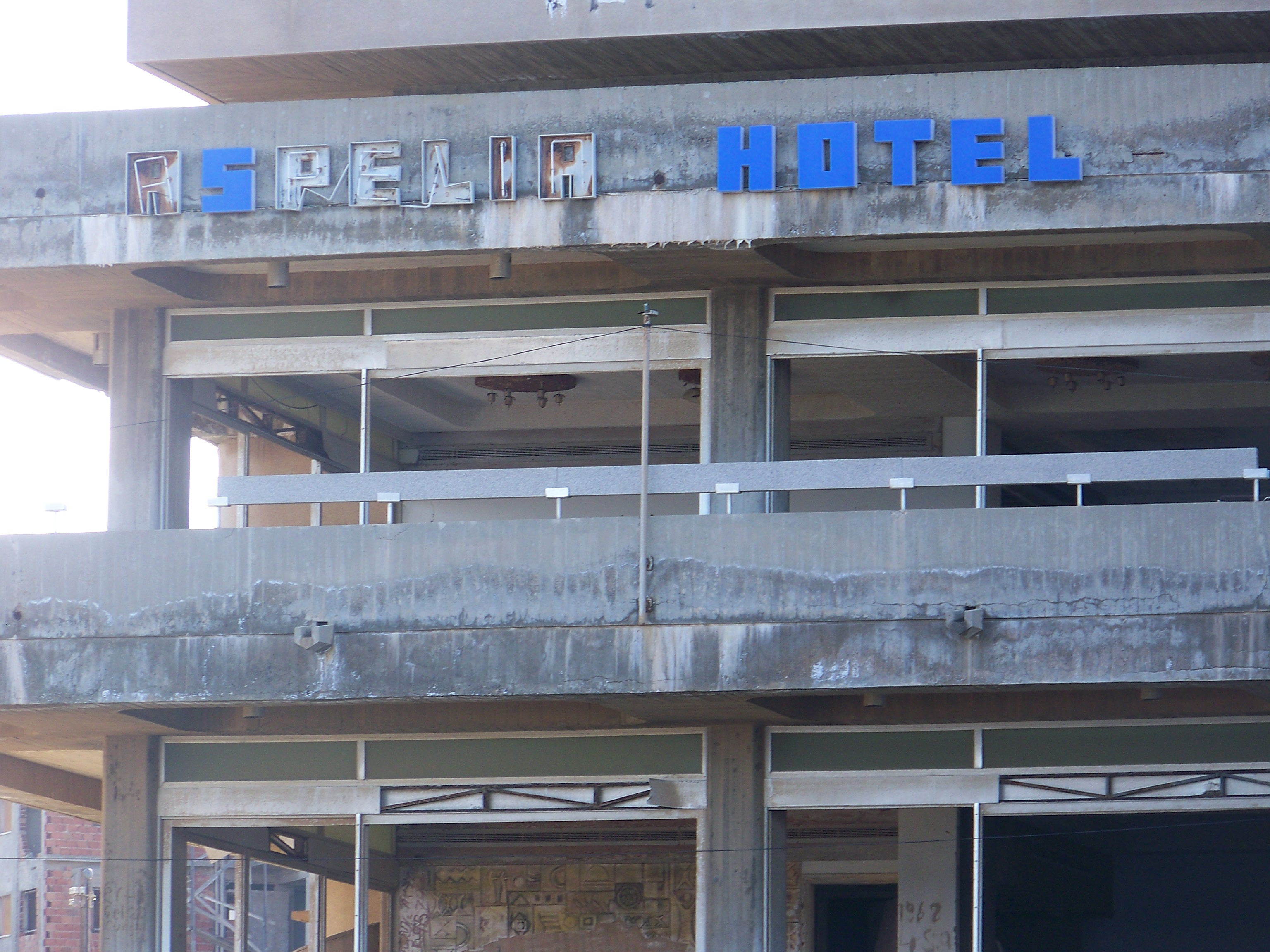
崩壊しつつあるホテル。2012年撮影。

## 外部サイト
- BBC News - Varosha: The abandoned tourist resort
- Hopes for reunification NYTimes, 2015